# Episodi di Claymore

Claire e Raki nel primo episodio, appena conosciutisi

Gli episodi di Claymore si basano sull'omonimo manga creato da Norihiro Yagi.
L'anime, composto da 26 episodi è diretto da Hiroyuki Tanaka e prodotto dalla Madhouse, giunge fino all'undicesimo volume del fumetto e con una trama che segue un finale originale negli ultimi episodi.

## Episodi
| Nº | Titolo italiano Giapponese 「Kanji」 - Rōmaji | In onda           | In onda          |
| Nº | Titolo italiano Giapponese 「Kanji」 - Rōmaji | Giapponese        | Italiano         |
| 1  | Claire 「大剣 -クレイモア-」 - Dai ken -KUREIMOA- | 3 aprile 2007     | 14 novembre 2011 |
| 1  | Il villaggio in cui vive Raki, un ragazzo appena adolescente, è infestato dalla minacciosa presenza d'uno di quei pericolosi mostri chiamati Yōma che divorano cervello ed interiora umane; viene pertanto chiamata in aiuto una Claymore: solo questa difatti può provar a stanare il demone in quanto ne può percepir la presenza e l'odore anche se esso rimane camuffato dietro l'apparenza d'un essere umano. Raki, la cui intera famiglia (tranne il fratello maggiore) è stata sterminata dallo Yōma, rimane subito affascinato dalla giovane e magrissima guerriera, ed incomincia a seguirla; tutti gli altri abitanti sembrano invece temerla al massimo grado - quasi come temono i demoni stessi - e non si sognerebbero mai di rivolgerle la parola nel modo in cui invece subito fa senza problemi Raki: le Claymore sono difatti "streghe dagli occhi d'argento", per metà umane e metà demoniache, assunte a combattere gli Yōma utilizzando la spada da cui traggono il nome, la Claymore per l'appunto. La pallida guerriera smaschera presto lo Yōma - rimasto celato fino ad allora nel corpo del fratello di Raki - e lo elimina, salvando così la vita del giovane, al quale però non è più permesso abitare al villaggio e viene quindi cacciato (nel timore possa presto anche lui tramutarsi in Yōma). Raki, sempre più attratto dall'affascinante figura e personalità della Claymore, continua a seguirla fino a che questa non decide di tenerlo presso di sé in veste di cuoco: le rivela infine il proprio nome, Claire. |                   |                  |
| 2  | La lettera nera 「黒の書」 - Kuro no sho | 10 aprile 2007    | 14 novembre 2011 |
| 2  | A Claire è appena stata consegnata una "lettera nera" da Lint (nome con cui è chiamato Rubel nei primi episodi), uno degli uomini misteriosi che sembrano far parte del reparto organizzativo delle Claymore, quegli stessi che passano a riscuotere il compenso pattuito dopo che le Claymore hanno portato a termine le loro missioni. Quando le guerriere utilizzano una quantità troppo ampia del potere demoniaco insito nell'interno di sé per contrastare gli Yōma, rischiano di divenire esse stesse demoni per l'accumulo di tale forza negativa, perdendo così col tempo le originali facoltà umane; ed ecco che allora, quando ciò sta per accadere, la Claymore, che sceglie di concludere la propria vita con cuore e mente ancora umani, invia la lettera nera conservata all'interno della propria spada alla persona che ha scelto debba ucciderla. Elena, ch'è stata la migliore amica di Claire durante la prima giovinezza, si trova oramai sul punto di soccombere dominata com'è sempre più dalla mostruosa natura demoniaca. Nonostante le proteste di Raki, Claire, prima che l'amica divenga interamente Yōma, la passa a fil di spada. |                   |                  |
| 3  | La Città Sacra 「まほろばの闇」 - Ma horo ba no yami | 17 aprile 2007    | 21 novembre 2011 |
| 3  | Claire, sempre accompagnata dal fedele Raki, è appena stata ingaggiata dal vescovo di Rabona, una delle città sacre della regione per stanare - e possibilmente togliere di mezzo - uno di quegli Yōma definiti come "voraci" (quelli più astuti ed esperti nell'arte della mimetizzazione) installatosi da tempo all'interno della cittadella religiosa. Siccome le Claymore sono almeno in parte esseri sovrannaturali, seguendo la consuetudine delle leggi tradizionali vigenti non possono in alcun caso venir ammesse all'interno delle mura della città santa (nel qual caso la renderebbero impura) Claire, mandata da Lint ad investigare, si trova allora costretta ad assumere uno speciale farmaco che ne inibisce temporaneamente i poteri, rendendo così all'esterno irriconoscibile la propria natura. Purtroppo però usando un tal sotterfugio lei stessa non è più in grado di riconoscere con la facilità che gli è usuale la presenza degli Yōma. Padre Vincent che collabora volentieri con l'inquietante donna dandogli tutte le informazioni di cui ella necessita, le promette anche d'occuparsi e prendersi cura di Raki nel caso a lei accadesse qualcosa. Due soldati (uno dei quali, il capo-pattuglia, si chiama Gark) che durante la notte - vige una rigorosa legge marziale - sorvegliano i tetti la sorprendono durante una delle sue scorribande e cercano d'assalirla, avendone intuito la vera identità, ma un urlo proveniente dal Tempio squarcia il buio interrompendone il duello. All'interno è apparso un gigantesco Yōma, il quale con foga aggredisce immediatamente i due soldati accorsi anch'essi al seguito della Claymore; questi presto si trovano a mal partito e la guerriera per proteggerli si lascia infilzare dalle lunghissime ed acuminate unghie del mostro. |                   |                  |
| 4  | Risveglio 「クレアの覚醒」 - KUREA no kakusei | 24 aprile 2007    | 21 novembre 2011 |
| 4  | Per due interi giorni Raki veglia e prega al capezzale di Claire, fino a che ella non si riprende. Il giorno stesso prende in esame uno per uno di tutti i monaci, compreso il gran sacerdote, senza risultato. Dove si nasconde lo Yōma? Il mostro infine appare nei pressi del fonte battesimale, celato in una mummia conservata nel gran sarcofago di pietra. Claire, ancora fortemente debilitata, si trova in difficoltà; ecco allora intervenire in suo aiuto Gark, cavaliere della cittadella, e Raki che lancia all'amica la sua pesante Claymore tenuta fino ad allora ben nascosta all'interno d'una statua dalle fattezze femminili. Purtroppo però la donna utilizza troppo del suo yōriki (potere spirituale) nello scontro con lo Yōma e rischia pertanto di venir sopraffatta dalla propria natura demoniaca; un tal avvenimento viene denominato "risveglio". Solo grazie ai forti sentimenti d'amicizia, abnegazione e sincera gratitudine dimostrati da Raki la giovane guerriera riesce ancora una volta con uno sforzo estremo a trattenere la parte oscura insita in sé e fermar così la trasformazione che la renderebbe definitivamente un demone. Gark, assieme al giovane collega inizialmente così scettico e pieno di pregiudizi contro le donne-streghe, ammirato dal grande coraggio e forza di volontà dimostrata in difesa della causa degli esseri umani, dona a Raki in segno d'apprezzamento la propria spada di soldato ordinando al contempo al ragazzo di far di tutto per aiutar e proteggere d'ora in avanti Claire. |                   |                  |
| 5  | Teresa del Sorriso 「微笑みのテレサ」 - Bishō mi no Teresa | 1º maggio 2007    | 28 novembre 2011 |
| 5  | Inizia la narrazione della vita di Teresa, la Claymore più potente, temuta e spietata della sua epoca; ha difatti la capacità di combattere gli Yōma senza dover utilizzare lo yōriki e pertanto, al posto di smorfie spaventevoli, durante la lotta sul suo volto sembra dipingersi quasi un etereo sorriso. A seguito di questo fatto inizia ad esser riconosciuta come "Teresa del sorriso". Nella città di Teo le capita d'uccidere ben sette Yōma in brevissimo tempo, tra cui uno che abusava di una ragazzina umana: la giovane, magrissima e muta, non ha nessuno al mondo che si possa prender cura di lei e viene abbandonata al suo destino da tutti. Da quel momento in poi la piccola continua imperterrita a seguire Teresa - come aggrappandosi con disperazione a lei - attraverso valli e monti, nonostante la Claymore le faccia chiaramente capire che non vuole assolutamente averla tra i piedi in quanto rappresenta solo fastidio ed intralcio. Prova tutte le maniere possibili per scacciarla ed allontanarla da sé, arrivando anche a malmenarla ripetutamente; ma infine tremata dall'insistenza della ragazzina, la quale giunge fino al punto di lanciarsi in un burrone per poter continuare a seguirla, accetta che questa l'accompagni. Dovranno anche vedersela con una banda di fuorilegge che stazionano all'interno della foresta, il che costringe Teresa a sguainare la propria Claymore per metterli in fuga: intanto, in attesa che la ragazza si riprenda dal trauma che l'ha resa muta, le impone il nome di Claire, una delle due Dee gemelle (l'altra si chiama ovviamente Teresa). |                   |                  |
| 6  | Teresa e Claire 「テレサとクレア」 - Teresa to Kurea | 8 maggio 2007     | 28 novembre 2011 |
| 6  | Uno dei banditi appena incontrati, e a cui Teresa aveva mozzato il braccio, cerca d'usar violenza alla donna-guerriera per vendetta, ma Claire interviene. Dopo averlo messo in fuga giungono ala città di Locht e, dopo averla liberata da uno Yōma, la Claymore chiede alla cittadinanza di volersi prender cura della sua giovane amica umana. Poco dopo essersene andata però s'accorge della banda di predoni che si sta lanciando al galoppo proprio in direzione di Locht: erano stati tenuti lontani fino ad allora dalla presenza del mostro, ma adesso che il campo è libero possono dedicarsi con sadica gioia al saccheggio e alla devastazione. Teresa giunge quando l'intera cittadina è oramai divenuta un cumulo di macerie fumanti; affrontata dai banditi, quando scorge quello a cui ha già tagliato una mano che trascina per i capelli Claire svenuta e appena violentata, non ci vede più dalla rabbia e lo ammazza senza alcuna pietà. Poi si gira e uccide prima il loro capo a cavallo e poi di seguito tutti i fuorilegge. Al fine di salvare la vita di Claire da questi banditi assassini, Teresa viene così a trasgredire la legge più importante e sacra delle guerriere Claymore, quella cioè che le obbliga a difendere e preservare a qualunque costo la vita umana: è quindi categoricamente vietato loro di spargere il sangue degli esseri umani, senza eccezione. La pena è la decapitazione eseguita ritualmente dalle altre Claymore in cerchio, ma Teresa vi sfugge: non accetta la sentenza in quanto per la prima volta nella sua vita scorge uno scopo superiore, ovvero quello di prendersi cura di Claire! |                   |                  |
| 7  | Condanna a morte 「死者の烙印」 - Shisha no rakuin | 15 maggio 2007    | 5 dicembre 2011  |
| 7  | Orsay, l'uomo vestito di nero "sorvegliante" di Teresa, invia le quattro Claymore più forti dopo Teresa ad eseguire la condanna a morte: queste sono in ordine Priscilla, Irene, Noel e Sophia. La numero due, Priscilla, è una ragazzina appena entrata nell'organizzazione e che ha subito scalato tutti i gradi fin a giungere quasi alla vetta per le grandi potenzialità dimostrate: dopo che le altre tre vengono presto e facilmente messe fuori gioco, inizia tra Teresa e Priscilla una singolar tenzone che le vede di fronte in un duello all'ultimo sangue. Le altre tre che fino ad allora hanno assistito mute e stupefatte davanti alle eccezionali capacità dimostrate dalle due contendenti, iniziano a rilasciare parte del loro Yoki in preparazione d'un attacco combinato. Claire, che vede Teresa sempre più come la sua unica protettrice, trema in attesa. |                   |                  |
| 8  | Metamorfosi 「覚醒」 - Kakusei | 22 maggio 2007    | 5 dicembre 2011  |
| 8  | Ferite seriamente tutte e tre le sue avversarie, Teresa si dimostra essere troppo forte e veloce anche per la giovane ed inesperta Priscilla, che presto viene così sopraffatta: potrebbe ucciderla, ma sorprendentemente Teresa con magnanimità la risparmia: si allontana accompagnata da Claire, sempre più fedelmente attaccata a lei. Irritata oltremodo per il fatto d'esser stata battuta, Priscilla le insegue perdendo via via sempre più il controllo del proprio Yoki: giunta al limite racconta d'aver dovuto uccidere il proprio stesso padre divenuto Yōma e subito dopo prega Teresa d'eliminarla fintanto che possiede ancora una coscienza umana. Ma nel momento in cui la Claymore alza la spada per decapitare la ragazza, questa oltrepassa la soglia e, divenuta interamente mostro con una mossa fulminea prima le amputa entrambe le mani e poi le stacca la testa dal collo: il corpo di Teresa crolla immediatamente esanime al suolo. Irene, Noel e Sophia seguono immediatamente la stessa sorte. Infine il mostro spicca il volo e se ne va: Claire rimane in ginocchio piangente a cullare il capo mozzato di Teresa. |                   |                  |
| 9  | La spedizione - I 「斬り裂く者たち(I)」 - Kiri saku mono tachi (I) | 29 maggio 2007    | 12 dicembre 2011 |
| 9  | Dopo la morte di Teresa, ancora con la sua testa stretta tra le braccia, Claire chiede a uno dei sorveglianti (alto e magro, con berretto calcato nella testa calva e occhialini tondi) di farla diventare una Claymore, trapiantandole la carne e il sangue dell'amica. Torniamo al tempo presente della vicenda e la guerriera Claire, sempre in compagnia di Raki, viene fatta aggregare per oscuri motivi dall'Organizzazione ad un gruppo di 4 per dare la caccia ad uno Yōma definito "vorace". Le altre tre sono Miria, Helen e Deneve. Dopo aver lasciato Raki ad attenderla in una locanda, la guerriera parte in missione con le compagne, tra le quali Helen si dimostra subito quella più irridente ed aggressiva nei confronti di Claire, che è la numero 47 della lista delle Claymore, ovvero è considerata la più debole di tutte, l'ultima. Addentratesi verso la cima della montagna si trovano di fronte non un semplice "vorace", bensì un risvegliato e per di più maschio: un Claymore che ha oltrepassato la soglia di non ritorno verso lo stato di mostro, il quale si presenta come una specie di ragno gigantesco a sei braccia. Da quando ci si accorse che i maschi potevano superare quel limite molto più facilmente e velocemente, in quanto l'espansione dello Yoki donava un'estasi del tutto simile a quella del piacere sessuale (e quindi quasi impossibile per essi tornare indietro), la carica di Claymore venne affidata solo a donne. Ognuna delle tre, con le proprie speciali abilità personali - con Clare che sembra rimanere in disparte ad assistere - inizia a suo modo ad affrontare lo Yōma Risvegliato cercando di sopraffarlo. |                   |                  |
| 10 | La spedizione - II 「斬り裂く者たち(II)」 - Kiri saku mono tachi (II) | 5 giugno 2007     | 12 dicembre 2011 |
| 10 | La battaglia contro il Risvegliato sembra subito essere per le quattro guerriere senza alcuna possibilità di successo: il Risvegliato trafigge subito in organi vitali i corpi di Helen e Deneve. Anche a Miria non pare concessa speranza di poter scampare all'eccidio ma a questo punto Claire, rimasta fino ad allora silenziosamente in attesa, si decide ad intervenire; la sua abilità consiste nel riuscire a percepire fino al massimo grado l'energia altrui, ed in tal maniera riesce ad evitare un attimo prima che la colpiscano tutti gli attacchi sferratigli dal mostro. Schivando colpo su colpo gli si avvicina sempre più e con l'aiuto di Miria riesce infine ad annientarlo. Ma per tutto il tempo che è durato il combattimento Galatea, la numero 3, ha osservato con gli occhi della mente quel che stava accadendo dalla montagna vicina, in compagnia del sorvegliante Ermita, il quale viene in tale maniera informato su come procede, si sviluppa ed infine si conclude la battaglia. |                   |                  |
| 11 | La spedizione - III 「斬り裂く者たち(III)」 - Kiri saku mono tachi (III) | 12 giugno 2007    | 19 dicembre 2011 |
| 11 | Un poco alla volta tutte e quattro recuperano almeno in parte le forze per poter rialzarsi. Miria instilla il sospetto suggerendo che l'Organizzazione abbia volutamente affidato loro questa "missione suicida" con lo scopo dichiarato di liberarsi di quelle guerriere indisciplinate, attaccabrighe e difficili da gestire: informate le altre del dubbio che le si è affacciato alla mente, stipula con loro un patto muto di alleanza reciproca per il tempo futuro. Le avvisa inoltre che tutte loro sono oramai da considerarsi come dei "risvegliati parziali", in quanto hanno raggiunto almeno una volta il loro limite e, pur riuscendo dopo uno sforzo estremo a tornare indietro, hanno mantenuto da allora in poi alcune delle potenzialità in stato latente appartenenti agli Yōma. Infine le consiglia caldamente di evitar ogni contatto con le prime 5 Claymore, che potrebbero facilmente scoprire il segreto; ma soprattutto di guardarsi da Ofelia, che è la numero 4, una spietata assassina assetata di sangue. |                   |                  |
| 12 | La follia di Ofelia - I 「果て無き墓標(I)」 - Hate naki bohyō (I) | 19 giugno 2007    | 19 dicembre 2011 |
| 12 | Claire viene presto inviata dal sorvegliante alla caccia d'un altro "risvegliato" assieme ad un'altra squadra: anche stavolta lascia Raki indietro e si avvia al luogo dell'appuntamento. Con sua somma sorpresa tuttavia il team per l'eliminazione di questo nuovo mostro e composto unicamente da due guerriere, lei stessa ed Ofelia, la quale sembra avvertire immediatamente l'odore da risvegliato parziale emanato da Claire. Mostra inoltre subito anche la propria indole sanguinaria e sadica: prima infila le dita nella ferita ancora aperta sul petto di Claire assaporandone voluttuosamente il sangue e poi, giunto Raki (che ha seguito l'amica di nascosto disattendendo così agli ordini ricevuti) la sfida. Con un fulmineo colpo a sorpresa taglia le gambe a Claire; dovrà cercare di riattaccarsele prima che ella riesca ad uccidere il ragazzo, che inizia a difendersi un po' alla cieca con la spada consegnatagli a suo tempo da Gark. A peggiorar ancor più la situazione ecco mostrarsi il Risvegliato: a questo punto Claire, che ce l'ha fatta a riunire gli arti inferiori al corpo con l'espansione parziale della propria energia ordina a Raki di abbracciarla forte e con lui così aggrappato vola via lontano. Ofelia, dopo essersi sbarazzata abbastanza facilmente del mostro, si lancia all'inseguimento; contemporaneamente Claire lascia Raki in mezzo al bosco e gl'impone di allontanarsi: ma davanti al suo netto rifiuto di abbandonarla, la giovane guerriera imprime un bacio appassionato sulle labbra dell'adolescente promettendogli solennemente che avrebbe fatto di tutto per sopravvivere e che sarebbero di certo tornati ad incontrarsi quando tutto fosse finito. Ricevute tali assicurazioni Raki, portandosi sempre dietro la spada di Gark, s'avvia un po' titubante ma deciso a diventare al più presto forte e valoroso per poter in tal modo difendere la sua Claire. |                   |                  |
| 13 | La follia di Ofelia - II 「果て無き墓標(II)」 - Hate naki bohyō (II) | 26 giugno 2007    | 9 gennaio 2012   |
| 13 | Ofelia ha scovato Claire e la affronta ai bordi di un dirupo con un fiumiciattolo che scorre molte centinaia di metri più sotto; la guerriera prova a parar meglio che può i colpi della pazza Ofelia, ma ben presto si rende conto che tutto è inutile, di conseguenza si lascia tagliare un braccio e gravemente ferita si getta giù sperando di ingannare Ofelia. Purtroppo quest'ultima intuisce che Claire è ancora viva perché prima di gettarsi afferra il braccio precedentemente tagliato con l'intento di riattaccarselo una volta al sicuro. Lo scontro quindi prosegue ma quando per Claire sembra ormai finita giunge un aiuto davvero insperato: un personaggio incappucciato e avvolto da una lunga tunica marrone si presenta davanti alle due e, in risposta all'aggressione di Ofelia, la ferisce gravemente con ripetuti e velocissimi colpi di spada. Si tratta nientemeno che di Irene, la ex numero due che anni addietro era stata inviata ad eseguir la condanna contro Teresa, e che durante lo scontro con Priscilla ha perduto il braccio sinistro; nel frattempo, frustrata dal ricordo del fratello morto e dalla sconfitta appena subita, Ofelia si infuria e perde del tutto il controllo trasformandosi così anch'ella in mostro risvegliato. Dopo averla condotta alla propria capanna celata in una valle circondata da alti monti, Irene decide di insegnare a Claire la sua tecnica speciale di combattimento denominata "spada fulminea": al termine dell'addestramento gli presta, per così dire, il braccio destro staccandolo da sé e impiantandolo in Claire. Con esso potrà combattere utilizzando al meglio la tecnica della spada fulminea; e mentre Claire si allontana Irene prega tra sé che riesca a sopravvivere e tornar vincitrice. |                   |                  |
| 14 | Requisiti 「闘う資格」 - Tatakau shikaku | 3 luglio 2007     | 10 gennaio 2012  |
| 14 | Mentre Irene priva oramai di entrambe le braccia si viene improvvisamente a trovare di fronte Raffaella, la numero 5, giunta fino a lei per ucciderla in quanto ha disertato dall'organizzazione facendo perdere le proprie tracce per tutti quegli anni, Claire si scontra e combatte ancora una volta contro Ofelia, divenuta oramai una risvegliata anche se ancora non se ne rende conto. Durante la battaglia Ofelia, che sente sempre più la morsa della fame e il desiderio d'assaporar viscere umane, si specchia accidentalmente in un lago rimanendo paralizzata dallo choc: è riuscita a vedere finalmente lo stato mostruoso in cui s'è tramutata. Ripensando al fratello che gli aveva salvato la vita cadendo al posto suo nelle grinfie di Priscilla, Ofelia sembra riacquistare parte dell'umanità perduta; e grazie anche agli incoraggiamenti dati dai rimasugli di coscienza conservati da Ofelia, Claire riesce infine a abbatterla, abbandonandone le spoglie in fondo al lago. |                   |                  |
| 15 | Nella morsa della strega - I 「魔女の顎門(I)」 - Majo no ago mon (I) | 10 luglio 2007    | 11 gennaio 2012  |
| 15 | Non essendo più stato in alcun modo possibile contattare Claire nei tre mesi successivi allo scontro con Ofelia, l'organizzazione dà carta bianca ad Ermite il quale invia per rintracciare la fuggiasca nientemeno che Galatea. Nel frattempo Claire, mascherata da ragazzo, è alla ricerca di Raki e chiede notizie a chiunque incontri spacciandolo per il fratellino perduto. Mentre sta attraversando la piazza principale della cittadina in cui si trova, ascolta casualmente le chiacchiere di una ragazzina, la quale sta dicendo al fratello che 10 giorni prima ha dovuto spiegare ad uno sconosciuto della loro stessa età e che si dimostrava estremamente interessato che la statua in mezzo alla fontana davanti a loro raffigura le due Dee gemelle simboli di bellezza e purezza, ovvero Teresa e Claire. La Claymore intuisce subito che deve trattarsi sicuramente di Raki. Ma improvvisamente una Claymore ferita a morte entra in città e cade ai piedi di Claire: prima di spirare tra le sue braccia la prega di andar ad aiutar le 3 colleghe tenute prigioniere in una grotta in cima al monte di fronte. Dopo aver chiesto ai cittadini di seppellirla come un essere umano si avvia spedita in quella direzione. |                   |                  |
| 16 | Nella morsa della strega - II 「魔女の顎門(II)」 - Majo no ago mon (II) | 17 luglio 2007    | 12 gennaio 2012  |
| 16 | Claire giunge all'ingresso della grotta in cui vengono torturate le tre Claymore con l'intento preciso di "risvegliarle": si addentra nell'oscuro antro fino a che non gli si para davanti il gigantesco Daf, sottoposto nonché amante e protettore di Riful, l'essere abissale dell'Ovest che si mostra come una ragazzina appena adolescente. La guerriera si trova presto a mal partito e viene salvata appena in tempo da Galatea. Vengono presto messe a conoscenza dalla stessa Riful che i tre abissali hanno iniziato una gara di forza, intenzionati ad aumentare le truppe di risvegliati tra le proprie file; questo è ciò che lei stessa sta facendo in quel preciso momento, ovvero che il maggior numero possibile di risvegliati stia al proprio fianco prima dell'inevitabile scontro tra gli abissali (i quali sono i numeri uno delle precedenti generazioni tramutati in Yōma, due donne e un uomo). Mentre Galatea distrae Daf cercando di guadagnar tempo, Claire corre a salvare Jean, la numero nove unica sopravvissuta tra le prigioniere di Riful e la sola che può penetrare con la sua spada la durissima corazza del gigante. |                   |                  |
| 17 | Nella morsa della strega - III 「魔女の顎門(III)」 - Majo no ago mon (III) | 24 luglio 2007    | 13 gennaio 2012  |
| 17 | Claire riesce ad aiutare Jean, attraverso un'estrema forza di volontà, a regredire dallo stato di quasi completo risveglio in cui era precipitata, guadagnando così la sua incondizionata fedeltà nel tempo a venire, dirigendosi poi velocemente in soccorso di Galatea. Dopo una serie d'attacchi e contrattacchi a ripetizione, grazie all'incredibile sangue freddo dimostrato da Claire e dall'altrettanto forte volontà di Jean riescono a sconfiggere e gravemente ferire Daf. Sinceramente ammirata dalla tenacia dimostrata da quelle Claymore, Riful confida loro la verità riguardante l'abissale del Nord, unico maschio tra i numero uno risvegliati e sull'alleata che ha trovato nella donna con un corno in fronte, Priscilla! Dopo aver avvertito le guerriere che non potranno mai sconfiggerlo senza un qualche aiuto proveniente da lei, Riful s'alza in volo e se ne va. Scovata finalmente l'antica nemica, Claire decide subitaneamente d'avviarsi in direzione del freddo Nord: Galatea, che inizialmente sembra intenzionata a fermarla per riportarla al cospetto dell'organizzazione per rispondere del reato di diserzione, davanti alla risolutezza di Jean la quale difende a spada tratta colei che gli ha salvato la vita, desiste e le lascia andare. Questo però non prima d'avvisarle che se capitasse l'occasione d'incontrarsi nuovamente, forse si dovrebbero affrontare in qualità di nemiche. |                   |                  |
| 18 | La guerra del nord - I 「北の戦乱(I)」 - Kita no senran (I) | 31 luglio 2007    | 16 gennaio 2012  |
| 18 | Claire e Jean, addentratesi nella foresta, si trovano davanti a Raffaella che sbarra il cammino ad entrambe; subito dopo compare anche Rubel il quale affida alle due fuggitive la missione di dirigersi alle terre del Nord dove, assieme ad altre 22 Claymore, dovranno dare la caccia ad un gruppo di risvegliati. Davanti all'esitazione della guerriera l'uomo le dice che è appena venuto a sapere che Raki, il ragazzino ch'ella si portava dietro, vi si è già diretto in cerca di sue notizie. Motivata da questa notizia vi si dirige lestamente in compagnia di Jean; a Pieta Claire si riunisce dopo molto a Miria, Helen e Denev. Tutte e 24 le Claymore pervenute si raccolgono nella piazza centrale della città, per poi esser suddivise in 5 squadre al comando delle guerriere col numero più alto, ovvero Miria, Flora, Jean, Ondine e Veronica: ben presto si trovano di fronte tre Risvegliati i quali han deciso di attaccare per primi, senza attendere la loro iniziativa, le donne-guerriere all'interno della città. |                   |                  |
| 19 | La guerra del nord - II 「北の戦乱(II)」 - Kita no senran (II) | 7 agosto 2007     | 17 gennaio 2012  |
| 19 | Mentre tre squadre di Claymore affrontano a viso aperto i tre Risvegliati le altre due attendono in retroguardia immediatamente pronte a subentrare in caso d'arretramento della prima linea; dopo che Undine si viene a trovare in notevole difficoltà con uno dei mostri,il quale riesce con gli occhi a paralizzare e controllare la volontà, ecco intervenire in coppia Denev e Claire in un attacco perfettamente calibrato che riesce infine ad aver il sopravvento sul Risvegliato. Miria e Flora tolgono di mezzo gli altri due mostri; al termine della cruenta battaglia, nonostante molte di loro abbiano subito gravi ferite, son riuscite a non aver alcuna vittima. Raki intanto sta vagando sotto la neve tra le rovine d'una città distrutta dagli Yōma; notando una ragazzina a cui sta per cadere in testa un cornicione di pietra e di slancio gli si getta addosso per salvarla. Subito la giovane si stinge stretta al ragazzo senza lasciarlo. Appare poi un giovane uomo con lunghi capelli quasi bianchi che invita Raki ad andar a casa loro, e rivolgendosi alla ragazzina la chiama Priscilla; questa dimostra di provar una notevole simpatia per il ragazzo umano, il quale sembra emanare il caldo tepore delle terre del sud. |                   |                  |
| 20 | La guerra del nord - III 「北の戦乱(III)」 - Kita no senran (III) | 14 agosto 2007    | 18 gennaio 2012  |
| 20 | Raki, sempre determinato a diventar forte per poter così proteggere Claire, persuade il giovane accompagnatore di Priscilla ad insegnargli le migliori tecniche di combattimento con la spada. Denev intanto scopre Undine rinserrata all'interno del magazzino in cui vengono conservate le loro armature singhiozzante senza ritegno; lei, che in apparenza si dà anche troppe arie di forza e coraggio, non è riuscita a trattener il terrore quando ha sentito che stava per perdere il controllo dello Yoki. Lei in realtà porta con sé due spade in quanto una di esse era stata quella della sua compagna che è morta per difenderla; poi Denev racconta la propria storia personale, quando bambina ha dovuto stare nascosta impaurita sotto il letto senza poter far nulla mentre uno Yōma sventrava la sorella maggiore. All'esterno Flora chiama in disparte Claire e chiede conto del braccio destro non suo che porta attaccato; la giovane guerriera è costretta a rivelarle che proviene da Irene. Lontano, nel folto della foresta, Isley sta impartendo gli ordini al suo luogotenente Riccardo: deve portare con sé l'intero organico dei seguaci che hanno raccolto, 27 Risvegliati, ed annientare Pieta. |                   |                  |
| 21 | Assalto a Pieta - I 「ピエタ侵攻(I)」 - Pieta shinkō (I) | 21 agosto 2007    | 19 gennaio 2012  |
| 21 | Claire e il resto delle Claymore accampate a Pieta attendono, si preparano al sopraggiungere dell'enorme gruppo di esseri risvegliati; ora incominciano a percepirne distintamente lo yōriki: anche Raki a cavallo, sempre in compagnia di Isley e Priscilla, vi si stanno dirigendo. Ma le guerriere sembrano essersi sapute organizzare molto bene contro l'attacco dei mostri, tanto che costringono ben presto lo stesso Riccardo a scendere in campo per prevenire ulteriori perdite dalla loro parte. Nella sua forma di gigantesco leone bipede riesce ad eliminare una dopo l'altra Veronica, Undine e Flora, e ad infliggere una grave ferita all'addome a Jean: quattro dei cinque caposquadra sono così fuorigioco. Poi si volge deciso anche contro Miria. |                   |                  |
| 22 | Assalto a Pieta - II 「ピエタ侵攻(II)」 - Pieta shinkō (II) | 28 agosto 2007    | 20 gennaio 2012  |
| 22 | Claire e le altre Claymore superstiti continuano la loro battaglia contro Riccardo, tutte asserragliate a difendere Miria. Nel frattempo Raki scorge Priscilla nuda all'interno d'una grotta che si sta cibando di carne umana e ne rimane sconvolto; prova, ma senza riuscirci, ad alzare la lama della propria spada contro di lei. Isley, sopraggiunto, conferma al ragazzo che quello è il destino irrefutabile che attende ogni Claymore che abbia oltrepassato il limite, cioè la capacità di controllo del proprio yōriki. Riccardo intanto continua a sbarazzarsi d'una dopo l'altra di tutte le Claymore rimaste ma, proprio nel momento in cui sta per dare il definitivo colpo di grazia anche a Miria, una velocissima Claire riesce ad amputargli il braccio destro. |                   |                  |
| 23 | Punto critico - I 「臨界点(I)」 - Rinkai ten (I) | 4 settembre 2007  | 23 gennaio 2012  |
| 23 | Claire, con una suprema forza di volontà, ha risvegliato soltanto le proprie gambe, tramutandole così in forma caprina; in tal modo ha potuto usufruire di un aumento massiccio nella velocità di corsa ed accelerazione: può così, anche se con affanno, tener testa a Riccardo. Purtroppo però non riesce ancora a controllare perfettamente questo cambiamento, non potendo cambiare direzione né decelerare o frenare di colpo. Tutto ciò a vantaggio del Risvegliato "Re Leone dagli occhi d'argento" che pare così poter un po' alla volta riassumere pieno controllo della situazione. Riccardo, che sente il sangue bollirgli dentro da quanto si sente eccitato per aver finalmente trovato dopo moltissimo tempo un degno avversario - almeno dall'epoca della sua sconfitta per mano di Isley - s'appresta a far fuoriuscire interamente il proprio potere. Raki, che ha lasciato Priscilla per correre avanti, è finalmente arrivato; oltrepassa la porta d'ingresso della città ed incontra subito Helen che lo porta al riparo e viene riconosciuto da Miria. Ma il ragazzo non vuol sentir ragioni e corre all'aperto dove Claire sta combattendo; è così testimone del suo avvenuto parziale Risveglio: ormai Claire, decisa fermamente a vendicare la morte delle compagne, rilascia una quantità sempre più ampia d'energia, fino a giunger pericolosamente oltre il punto critico, quello di non ritorno. |                   |                  |
| 24 | Punto critico - II 「臨界点(II)」 - Rinkai ten (II) | 11 settembre 2007 | 24 gennaio 2012  |
| 24 | Il Re Leone è stato incredibilmente fatto a minutissimi pezzettini; Claire ha vinto ma, cosciente di non poter più resistere a lungo - del tutto incapace di tornare al suo precedente stato normale - prega Helen di decapitarla: tutto questo mentre Raki si rifugia emotivamente disfatto e piangente in un vicolo vicino. Nel frattempo Priscilla riconosce l'energia sempre più potente emanata da Claire e, scambiandola per Teresa rivive in un déjà vu tutto quel che le è accaduto da bambina quando, vedendo il padre tramutato in Yōma divorare le viscere del fratello, si è trovata costretta a decapitarlo con un'accetta. In quel preciso istante anche Claire nota la presenza di Priscilla nelle immediate vicinanze e si lancia al suo inseguimento: notevolmente incuriosito dalla strana situazione che s'è venuta a creare Isley ordina a tutti gli Yōma al suo seguito di rimanersene tranquilli in disparte, mentre lui s'appresta ad osservare in disparte. Intanto alla base operativa dell'Organizzazione Galatea viene inviata al Nord in ricognizione con l'ordine d'inviar un rapporto dettagliato il più presto possibile. |                   |                  |
| 25 | Per chi... 「誰が為に」 - Ta ga tame ni | 18 settembre 2007 | 25 gennaio 2012  |
| 25 | La lotta senza quartiere tra Claire e Priscilla infuria all'interno della bocca d'un vulcano in ebollizione. La ragazzina, che non si rende ancora ben conto d'esser un Risvegliato, respinge abbastanza facilmente gli attacchi della Claymore (la quale si ritrova oramai ad avere anche lei sempre più sembianze mostruose) confondendola, nello stato semi-allucinato in cui si trova, con Teresa: i ricordi continuano ad accavallarsi affollandogli la debole mente. Nel frattempo Jean, seppur gravemente ferita, si mette in spalla Raki per correre così più velocemente verso il luogo in cui si trova Claire: nel momento in cui questa sta per essere sopraffatta dal Risvegliato col corno in fronte, Miria, Denev ed Helen si mettono in mezzo e portano in salvo la compagna da morte certa. Il combattimento prosegue, con entrambe le contendenti che espandono sempre più la loro energia fino a giungere ala massima potenza. |                   |                  |
| 26 | Coloro che verranno 「受け継ぐものへ」 - Uketsugu mono he | 25 settembre 2007 | 26 gennaio 2012  |
| 26 | Claire, quasi completamente risvegliata, continua strenuamente la battaglia, ma Priscilla risulta essere ancora nettamente superiore e domina lo scontro con facilità; questo almeno fino a quando Claire, spronata da vari flashback di Teresa, comincia colpire la propria avversaria con attacchi sempre più devastanti. Priscilla torna così alla sua forma apparentemente umana e sta per essere uccisa quando interviene Raki, supplicandole entrambe d'interrompere quest'assurdo spargimento di sangue. Claire non riesce più a trattenersi e sta per colpire il ragazzo, quando Jean s'interpone rimanendo colpita a morte al suo posto. Prima di spirare riesce però a restituirle il favore ricevuto tempo addietro e coordina il proprio Yoki con quello di Claire permettendole così di ritornar alla propria originaria forma umana. Priscilla viene recuperata da Isley e portata via. Nelle ultime scene vediamo Miria, Helen, Denev e la stessa Claire che annunziano la loro intenzione di abbandonare l'Organizzazione e partire per viaggi separati, con Helen a fianco di Denev e Raki assieme a Claire. |                   |                  |